# Zenon Grocholewski
Zenon kardinál Grocholewski (11. října 1939, Bródki – 17. července 2020, Řím ) byl polský římskokatolický kněz, kardinál, emeritní prefekt Kongregace pro katolickou výchovu a velký kancléř Papežské univerzity Gregoriana. Byl jedním z největších odborníků na kanonické právo.

## Kněz a biskup
Narodil se ve vesnici Bródki v nynějším západním Polsku jako syn Stanisława Grocholewskiho a Józefy rozené Stawińské. Po studiích teologie a filosofie na kněžském semináři v Poznani byl 27. května 1963 vysvěcen na kněze. Od roku 1966 žil v Římě, kde nejprve studoval kanonické právo a následně v letech 1972 až 1999 působil u Nejvyššího tribunálu Apoštolské signatury, od roku 1982 jako sekretář a od roku 1999 jako jeho prefekt. Současně s ustanovením do funkce prefekta byl 21. prosince 1982 jmenován titulárním arcibiskupem, biskupské svěcení obdržel 6. ledna 1983.

## Kardinál
Dne 15. listopadu 1999 byl jmenován prefektem Kongregace pro katolickou výchovu a z titulu této funkce rovněž velkým kancléřem papežské Gregoriánské univerzity. V roce 2001 se stal kardinálem-jáhnem a 21. února byl povýšen do hodnosti kardinála-kněze. Vedle rodné polštiny hovořil také latinsky, italsky a anglicky, francouzsky a španělsky. Je autorem nebo spoluautorem řady knih a časopiseckých článků. Jeho bibliografie zahrnuje více než 550 publikací ve 12 jazycích.
Dne 31. března 2015 přijal papež František jeho rezignaci na post prefekta Kongregace pro katolickou výchovu s čímž automaticky zanikla funkce velkého kancléře Gregioriany.